# Lorenzo Bandini
Lorenzo Bandini, född 21 december 1935 i Barce i Libyen, 
död 10 maj 1967 i Monaco, var en italiensk racerförare.

## Racingkarriär
Bandini tävlade i Formel 1 för Ferrari under 1960-talet. Han vann ett lopp i karriären, vilket var Österrikes Grand Prix 1964. Han kraschade i Monacos Grand Prix 1967 och fick då svåra brännskador och avled några dagar senare på ett sjukhus. Till hans minne delas sedan 1992 Lorenzo Bandini Trophy ut till Formel 1-förare med en enastående personlighet.

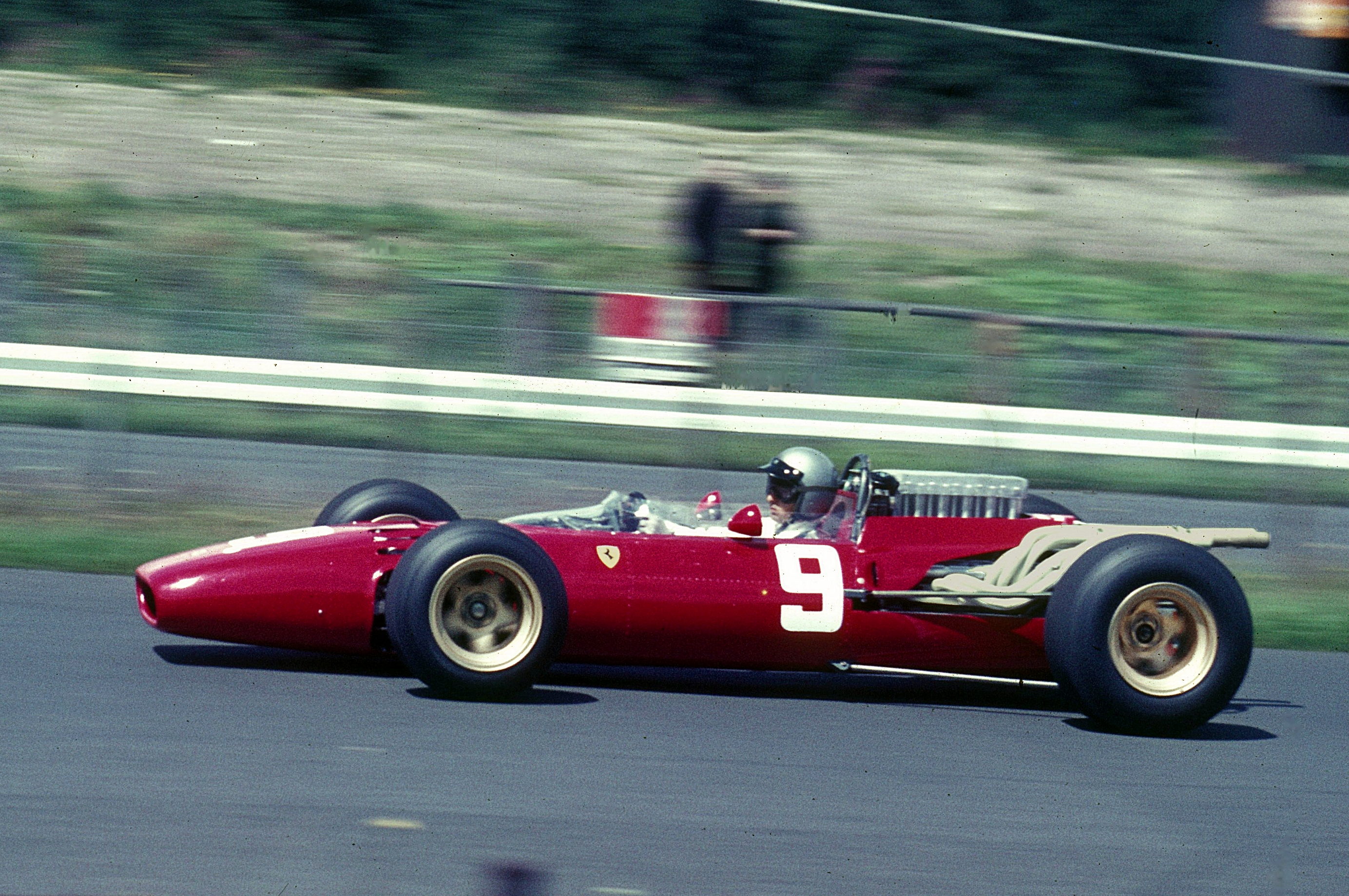
Lorenzo Bandini i sin Ferrari 312 under träning i.

## F1-karriär
| Säsong                | Stall/Tillverkare                     | Placering             | Lopp | Poäng | Etta | Tvåa | Trea | Pole | Varv |
| --------------------- | ------------------------------------- | --------------------- | ---- | ----- | ---- | ---- | ---- | ---- | ---- |
| 1961                  | Scuderia Centro Sud (Cooper-Maserati) | -                     | 4    |       |      |      |      |      |      |
| 1962                  | Ferrari                               | 12                    | 3    | 4     |      |      | 1    |      |      |
| 1963                  | Scuderia Centro Sud (BRM) Ferrari     | 10                    | 2 5  | 2 4   |      |      |      |      |      |
| 1964                  | Ferrari                               | 4                     | 10   | 23    | 1    |      | 3    |      |      |
| 1965                  | Ferrari                               | 6                     | 10   | 13    |      | 1    |      |      |      |
| 1966                  | Ferrari                               | 9                     | 7    | 12    |      | 1    | 1    | 1    | 2    |
| 1967                  | Ferrari                               | -                     | 1    |       |      |      |      |      |      |
| Sammanlagt 7 säsonger | Sammanlagt 7 säsonger                 | Sammanlagt 7 säsonger | 42   | 58    | 1    | 2    | 5    | 1    | 2    |

| 1. Monaco 1965 2. Monaco 1966 |

| 1. Monaco 1962 2. Tyskland 1964 3. Italien 1964 4. Mexiko 1964 5. Belgien 1966 |

| 1. Frankrike 1966                | \| 1. Monaco 1966 2. Frankrike 1966 \| |
|                                  |                                        |
| 1. Monaco 1966 2. Frankrike 1966 |                                        |